# Phat Farm
Phat Farm est une marque de vêtements hip-hop créée par Russell Simmons, cofondateur de Def Jam Records, en 1992.

## Historique
Russell Simmons et Run DMC eurent un énorme impact sur le streetwear en portant Adidas. À partir de ce moment Russell Simmons décide de créer sa propre ligne de vêtements et de baskets.
Son style se veut streetwear et à tendance jeune. De nombreux rappeurs du label Def Jam ont ou ont eu un contrat pour porter cette marque dans leurs différents clips pour ainsi promouvoir la marque comme Ludacris, Redman ou DMX. Une ligne exclusive pour les femmes appelée Baby Phat a été créée par Kimora Lee (ex-compagne de Simmons) en 1998 avec pour porte étendard Aaliyah et surtout Missy Elliott. On peut aussi acheter virtuellement des habits Phat Farm dans la série de jeux vidéo Def Jam: Fight for NY pour habiller son propre personnage.
En 2004, Russell Simmons vend Phat Farm à Kellwood Company pour 140 millions de dollars. En 2008 et 2011, Phat Farm Clothing porte plainte contre la marque Phag Farm pour contrefaçon. En 2019, la marque Baby Phat est relancée.